# Christinus
Christinus é um género de répteis escamados da família Gekkonidae. Até recentemente, as espécies deste gênero estavam classificadasno género Phyllodactylus. Podem ser encontradas na América do Sul e América Central.

## Espécies
- Christinus guentheri
- Christinus marmoratus